# Ewa Zdzieszyńska
Ewa Zdzieszyńska, właściwie Ewa Zdzieszyńska-Sykała (ur. 20 grudnia 1924 w Warszawie, zm. 20 sierpnia 1998 w Łodzi) – polska aktorka teatralna i filmowa, reżyser i pedagog. Absolwentka łódzkiej PWST. Przez ponad czterdzieści lat występowała na deskach teatrów łódzkich. Miała w swoim dorobku około sześćdziesięciu ról filmowych i telewizyjnych. Zmarła w 1998 roku w Łodzi i została pochowana w części katolickiej Starego Cmentarza w Łodzi. W 1973 roku została odznaczona Honorową Odznaką Miasta Łodzi.

## Teatr
- Teatr im. Stefana Jaracza w Łodzi (1953–1956) i (1958–1960)
- Teatr Powszechny w Łodzi (1960–1964) i (1975–1983)
- Teatr Nowy w Łodzi (1964–1975)
- Teatr Studyjny w Łodzi (1983–1984)

## Wybrana filmografia
- Kawalerskie życie na obczyźnie (1992), reż. A. Barański - Właścicielka domu publicznego
- Dziecko szczęścia (1991), reż. S. Kryński - Maryś, ciotka Wacka
- Alchemik Sendivius (1988), reż. J. Koprowicz - Akuszerka
- Alchemik (1988), reż. J. Koprowicz - Akuszerka
- Zabicie ciotki (1984), reż. G. Królikiewicz - Piekarzowa
- Kobieta z prowincji (1984), reż. A. Barański - Brewka, podopieczna Andzi
- Niech cię odleci mara (1982), reż. A. Barański - Akuszerka
- Jan Serce (1981), reż. R. Piwowarski - pielęgniarka w sanatorium
- Wolne chwile (1979), reż. A. Barański - Bufetowa Ewa
- Placówka (1979), reż. Z. Skonieczny - Sobieska
- Na wylot (1972), reż. G. Królikiewicz - Ewa, uczestniczka libacji
- Kaszëbë (1970), reż. R. Ber - Bołdowa
- Bicz Boży (1966), reż. M. Kaniewska - Przewodnicząca Rady Zakładowej w spółdzielni "Naprzód"
- Koniec nocy (1956), reż. J. Dziedzina - Halina, ciotka Danusi